# 9020 Eucryphia
9020 Eucryphia è un asteroide della fascia principale. Scoperto nel 1987, presenta un'orbita caratterizzata da un semiasse maggiore pari a 2,5660755 UA e da un'eccentricità di 0,1700159, inclinata di 6,80943° rispetto all'eclittica.